# APEC Australie 2007
 (janvier 2023).
Si vous disposez d'ouvrages ou d'articles de référence ou si vous connaissez des sites web de qualité traitant du thème abordé ici, merci de compléter l'article en donnant les références utiles à sa vérifiabilité et en les liant à la section « Notes et références ».

Logo de l'APEC 2007

Le sommet de l'APEC (Coopération économique pour l'Asie-Pacifique) en Australie en 2007 fut composé d'une série de réunions qui se sont tenues à travers le territoire australien entre 21 membres de la Coopération économique pour l'Asie-Pacifique. Ces réunions culminent durant la semaine des dirigeants, où les chefs d'État de chaque État membre étaient présents à Sydney, Nouvelle-Galles du Sud du 2 au 9 septembre 2007. Le gouvernement de la Nouvelle-Galles du Sud déclara jour férié le 7 septembre qui concernait la zone métropolitaine de Sydney, comprenant Penrith, Camden et Campbelltown, pour que les gens puissent être tenus à l'écart du centre-ville " pour aider au bon déroulement de l'évènement".

## Organisation du sommet
Comme le rôle de pays hôte tourne entre les pays membres, l'Australie a été désignée pour tenir ce rôle pour l'année 2007 il y a un certain nombre d'années. En août 2004, le service du Premier ministre et du Cabinet fonda le groupe de travail de l'APEC 2007 pour assigner une ville hôte en Australie et pour organiser l'évènement. Le 9 février 2005, le premier ministre John Howard annonça que Sydney en Nouvelle-Galles du Sud recevrait la semaine des dirigeants. Il fut aussi annoncé que de nombreuses réunions préliminaires se tiendront dans toutes les capitales des États et territoires de l'Australie.
La sécurité dans son ensemble a été supervisée par le Protective Security Coordination Centre (PSCC) du National Security and Criminal Justice Group du département du Procureur général, à travers l'établissement d'une Branche sécurité de l'APEC (ASB). Le PSCC joua un rôle similaire pour les jeux du Commonwealth 2006 qui se sont déroulés à Melbourne.
Au niveau de l'État, la force de police de la Nouvelle-Galles du Sud forma une APEC Police Security Command (APSC) pour assurer la sécurité la semaine des dirigeants à Sydney en septembre.

## Réunions préliminaires
Un nombre significatif de rencontres ont eu lieu dans toute l'Australie de janvier à aout 2007, associant à la fois les administrations publiques et les entreprises des différents pays membres de l'APEC:
- Canberra, Territoire de la capitale australienne reçut une conférence des hauts officiels du Forum de coopération économique Asie-Pacifique (SOM Apec).
- Perth reçut la réunion des ministres responsables des mines (MRM3) en février.
- Hobart, Tasmanie reçut la réunion ministérielle des PME en mars.
- Vallée Hunter, en Nouvelle-Galles du Sud reçut un forum de la coopération en sécurité alimentaire en avril.
- Adélaïde en Australie-Méridionale reçut une conférence des hauts officiels du Forum de coopération économique Asie-Pacifique (SOM Apec).
- Gold Coast reçut des réunions concernant la pêche et la conservation des ressources marines en avril.
- Brisbane, Queensland reçut le groupe de travail sur la coopération technique et agricole en mai.
- Sydney, Nouvelle-Galles du Sud reçut la réunion des ministres de la santé en juin.
- Port Douglas, Queensland reçut le forum de l'économie numérique pour les femmes et la réunion du réseau des dirigeants féminins en juin.

## Semaine des dirigeants

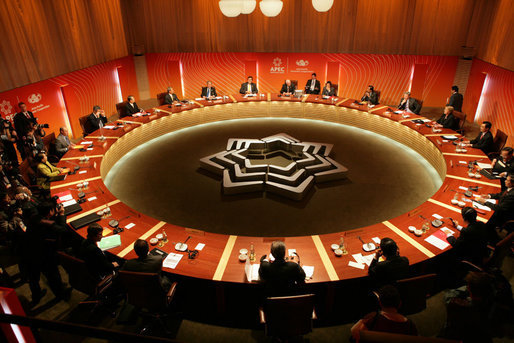
Discussion entre dirigeants